# Paul Busche
Paul Busche (* 2000 in Berlin) ist ein deutscher Schauspieler.

## Leben
Paul Busche stand bereits als Kind und Jugendlicher vor der Kamera. Für den Frankfurter Tatort: Weil sie böse sind (Erstausstrahlung: Januar 2010) des Ermittlerteams Dellwo und Sänger spielte er im Alter von neun Jahren an der Seite von Milan Peschel den autistischen Sohn eines alleinerziehenden Vaters.
Anschließend folgten zunächst Rollen in verschiedenen Fernsehserien und in TV-Krimireihen. Außerdem erhielt er kleine Rollen in Kinofilmen, bei denen er die Chance hatte, mit David Wnendt und Fatih Akin zu drehen. Für das Fernsehen arbeitete er u. a. mit Sibylle Tafel, Andi Niessner und Jan Ruzicka.
In der ersten Staffel der ZDF-Krimiserie SOKO Potsdam (2018) übernahm Busche eine der Episodenrollen als tatverdächtiger Jugendlicher, der in der Nähe des Tatorts in einem Heim für Schwererziehbare wohnt. Im dritten Film der ZDF-Fernsehreihe Gipfelstürmer – Das Berginternat (2019) verkörperte er den jungen Ben, der früher ein talentierter Rodler war, sich aber nach einem schweren Unfall vom Leistungssport komplett zurückgezogen hatte, und nun einspringen sollte, um dem Rodler-Team der Internatsschüler zum Sieg zu verhelfen.
Außerdem gehörte Busche als Tischler und Rock-Gitarrist Patrick Kubatsky, Neffe der Serienfigur Michael Kubatsky (Michael Kind), der schon mal eine Gastritis vortäuscht, um nicht arbeiten zu müssen, zur Besetzung der Fernsehreihe Praxis mit Meerblick im Programm Das Erste der ARD.
In der 19. Staffel der ZDF-Serie SOKO Wismar (2022) übernahm Busche eine der Episodenrollen als außerehelicher Sohn eines getöteten Markthändlers.
Paul Busche lebt in Berlin.

## Filmografie (Auswahl)
- 2010: Tatort: Weil sie böse sind (Fernsehreihe)
- 2012: Unser Charly: Der Eselflüsterer (Fernsehserie, eine Folge)
- 2015: Kommissar Marthaler – Ein allzu schönes Mädchen (Fernsehreihe)
- 2015: Er ist wieder da (Kinofilm)
- 2016: Tschick (Kinofilm)
- 2016: Tempel: Willkommen im Club (Fernsehserie, eine Folge)
- 2018: SOKO Potsdam: Kalte Fische (Fernsehserie, eine Folge)
- 2018: Praxis mit Meerblick – Brüder und Söhne (Fernsehreihe)
- 2019: Gipfelstürmer – Das Berginternat: Wir sind anders (Fernsehreihe)
- 2020: Praxis mit Meerblick – Alte Freunde (Fernsehreihe)
- 2022: Doktor Ballouz: Erinnerungen (Fernsehserie, eine Folge)
- 2022: SOKO Wismar: Marktschreier (Fernsehserie, eine Folge)
- 2025: Praxis mit Meerblick – Neun Leben (Fernsehreihe)
- 2025: Praxis mit Meerblick – Romeo & Julia (Fernsehreihe)